# Гортина (Словения)
Вижте пояснителната страница за други значения на Гортина.
Гортина (на словенски: Gortina) е село в Словения, Корошки регион, община Мута. Според Националната статистическа служба на Република Словения през 2015 г. селото има 613 жители.